# 1112

## Догађаји
- Пролеће – Малик Шах, селџучки владар Султаната Рум, почиње упаде у Анадолију. Маршира на Филаделфију са својом војском, али га заустављају Византинци под Габрасом, гувернером теме Халдије.
- Пролеће – Селџучке снаге под Тогтекином, турским гувернером Дамаска, интервенишу код Тира и присиљавају краља Балдуина I од Јерусалима да прекине опсаду.Гроб Рамона Беренгера III
- 3. фебруар – Рамон Беренгер III („Велики“), гроф Барселоне, добија грофовију Провансу браком са наследницом Дус I. Рамонова власт се протеже на истоку све до Нице (данашња Француска).
- 10. април – Крсташи се враћају у Акру (данашњи Израел).
- 22. мај – Хенри, гроф Португалије, умире од рана задобијених током опсаде Асторге. Наслеђује га трогодишњи син Афонсо I, али његова мајка Тереза жели да сама влада Португалијом и постаје регенткиња.
- Војвода Болеслав III Кривоусти од Пољске ослепљује свог полубрата Збигњева и баца га у тамницу у опатији Тињец. Надбискуп Мартин I екскомуницира Болеслава због почињења овог страшног злочина.
- Ото („Богати“), гроф од Баленштета, постављен је за војводу Саксоније од стране цара Хајнриха V, али му је касније одузета титула.
- Гал Аноним, пољски хроничар и историчар, почиње да пише „Gesta principum Polonorum“, Болеславу III.
- Ускрс – Грађани Лаона у Француској, након што су прогласили комуну, убијају бискупа Валдрика у његовој катедрали.

## Смрти
- Ана Всеволодовна Кијевска

- Бертран Тулуски

- Лутолд од Знојма

- Манојло Бутумит

- Танкред Галилејски